# Wojciech Podsiadło
Wojciech Podsiadło (ur. 22 kwietnia 1958 w Kielcach) – polski lekkoatleta, wieloboista, mistrz i reprezentant Polski.

## Kariera sportowa
Był zawodnikiem AZS Nowi Kielce, AZS Warszawa i Górnika Zabrze. Jego trenerem był m.in. Edmund Sarna.
Na mistrzostwach Polski seniorów na otwartym stadionie zdobył pięć medali w dziesięcioboju: złote w 1982, 1984 i 1987, srebrny w 1983 i brązowy w 1989. W halowych mistrzostwach Polski seniorów wywalczył sześć medali: złoty w siedmioboju w 1985, złoty w ośmioboju w 1988, srebrny w siedmioboju w 1982, srebrny w ośmioboju w 1987, brązowe w siedmioboju w 1978 i 1981.
Reprezentował Polskę na mistrzostwach Europy juniorów w 1977, gdzie zajął w dziesięcioboju 10. miejsce, z wynikiem 6766. Trzykrotnie wystąpił w zawodach Grupy A Pucharze Europy w wielobojach. W 1983 zajął 15. miejsce, z wynikiem 7768, w 1987 był 12., z wynikiem 7680, w 1989 – 22., z wynikiem 7331.
Rekord życiowy w dziesięcioboju: 7987 (23.08.1984), według tabel obowiązujących od 1985, w siedmioboju w hali: 5767 (11.02.1985).